# Вільшани (Польща)
Вільшани (пол. Olszany) — розташоване на Закерзонні село в Польщі, у гміні Красичин Перемишльського повіту Підкарпатського воєводства.
Населення — 542 особи (2011).

## Географія
Село розташоване на відстані 3 кілометри на південь від центру гміни села Красічина, 11 кілометрів на південний захід від центру повіту міста Перемишля і 56 кілометрів на південний схід від центру воєводства — міста Ряшіва.

## Історія
За королівською люстрацією 1589 р. село входило до складу Перемишльської землі Руського воєводства.
У 1880 р. Вільшани належали до Перемишльського повіту Королівства Галичини та Володимирії Австро-Угорської імперії, у селі було 816 жителів і 68 на землях фільварку (більшість — греко-католики, за винятком 23 римо-католиків).
У 1939 році в селі проживало 850 мешканців, з них 810 українців-грекокатоликів, 25 українців-римокатоликів, 10 поляків, 5 євреїв. Село було центром об’єднаної сільської ґміни Ольшани Перемишльського повіту Львівського воєводства.
Наприкінці вересня 1939 р. село зайняла Червона армія. 27.11.1939 постановою Президії Верховної Ради УРСР село у складі повіту включене до новоутвореної Дрогобицької області. В червні 1941, з початком Радянсько-німецької війни, село було окуповане німцями. В липні 1944 року радянські війська оволоділи селом, а в березні 1945 року село зі складу Дрогобицької області передано Польщі. Польським військом і бандами цивільних поляків почались пограбування і вбивства, у 1945 р. банда польських шовіністів (командир — Роман Кісєль «Семп») вбила в селі щонайменше 11 українців. Українців добровільно-примусово виселяли в СРСР. Решту в 1947 р. в етнічній чистці під час проведення Операції «Вісла» було виселено на понімецькі землі у західній та північній частині польської держави. В село заселено поляків.
У 1975-1998 роках село належало до Перемишльського воєводства.

## Церква
Вперше церква в селі документується в 1542 р.
У 1924 р. на місці попередньої мурованої і зруйнованої під час війни українці збудували нову греко-католицьку церкву св. Михаїла. До їх депортації була парафіяльною церквою, яка належала до Перемиського деканату Перемишльської єпархії, надалі перетворена на костел.

## Демографія
Демографічна структура станом на 31 березня 2011 року:
|          | Загалом | Допрацездатний вік | Працездатний вік | Постпрацездатний вік |
| -------- | ------- | ------------------ | ---------------- | -------------------- |
| Чоловіки | 280     | 60                 | 205              | 15                   |
| Жінки    | 262     | 60                 | 155              | 47                   |
| Разом    | 542     | 120                | 360              | 62                   |